# راسيل وايت
راسيل وايت (بالإنجليزية: Russell White) هو لاعب كرة قدم أمريكية أمريكي، ولد في 15 ديسمبر 1970 في Pacoima, Los Angeles ‏ في الولايات المتحدة.

## وصلات خارجية
- راسيل وايت على موقع مرجع كرة القدم المحترفة.كوم (الإنجليزية)